# Mariana Duque Mariño
Mariana Duque Mariño, née le 12 août 1989 à Bogota (Colombie), est une joueuse de tennis colombienne, professionnelle de 2005 à 2019.
En 2010, elle remporte son premier titre professionnel, chez elle à Bogota, sur terre battue ; en finale, elle dispose de l'Allemande Angelique Kerber, en deux sets. Elle bat Anastasija Sevastova, 20e joueuse au monde, au premier tour de Roland Garros 2018, l'une de ses plus grandes victoires en carrière. Elle annonce la fin de sa carrière en Avril 2019

## Carrière
En 2007, Duque Mariño atteint la finale du tournoi junior de Roland-Garros en simple, s'inclinant contre Alizé Cornet.
La même année, elle remporte deux médailles d'argent aux Jeux panaméricains à Rio en simple et en double dames, s'inclinant à chaque fois en finale.
En 2010, elle bat Angelique Kerber en finale du Tournoi de Bogota et remporte son premier titre WTA en simple. Aux Jeux panaméricains de Guadalajara, elle décroche le bronze en double dames associée à Catalina Castaño. Elle remporte finalement l'or aux Jeux panaméricains de 2015 en simple après avoir battu la mexicaine Victoria Rodriguez.En 2016, elle se hisse en finale du tournoi de Nurnberg, où elle s’incline sur le score de 6-2, 6-2 face à Kiki Bertens.
En 2017, elle fait une finale a Acapulco avec Verónica Cepede Royg puis quelques mois plus tard, atteint le troisième tour de Roland Garros, s'inclinant contre la même Cepede Royg.
Au début de 2018, les contre-performances s'accumulent. Elle perd aux qualifications de Hobart, puis au 1er tour de l'Open d'Australie. Mais quelques mois plus tard, elle atteint la finale du tournoi de Bogota en double, s'inclinant aux côtés de sa partenaire Nadia Podoroska. Cette performance lui donne de la confiance, puisqu'elle fera une finale ITF par la suite, suivi d'un titre en simple à  Charlottesville, également sur le Circuit ITF. S'extirpant des qualifs, elle atteint le deuxième tour de Roland Garros, ayant battu sur son chemin Anastasija Sevastova.

## Palmarès

### Titre en simple dames
| No | Date       | Nom et lieu du tournoi  | Catégorie | Dotation  | Surface      | Finaliste        | Score    |          |
| -- | ---------- | ----------------------- | --------- | --------- | ------------ | ---------------- | -------- | -------- |
| 1  | 15-02-2010 | Copa Colsanitas, Bogota | Intern'l  | 220 000 $ | Terre (ext.) | Angelique Kerber | 6-4, 6-3 | Parcours |

### Finale en simple dames
| No | Date       | Nom et lieu du tournoi                 | Catégorie | Dotation  | Surface      | Vainqueure   | Score    |          |
| -- | ---------- | -------------------------------------- | --------- | --------- | ------------ | ------------ | -------- | -------- |
| 1  | 15-05-2016 | Nürnberger Versicherungscup, Nuremberg | Intern'l  | 250 000 $ | Terre (ext.) | Kiki Bertens | 6-2, 6-2 | Parcours |

### Titre en double dames
| No | Date       | Nom et lieu du tournoi | Catégorie | Dotation  | Surface      | Partenaire       | Finalistes                        | Score            |          |
| -- | ---------- | ---------------------- | --------- | --------- | ------------ | ---------------- | --------------------------------- | ---------------- | -------- |
| 1  | 16-07-2012 | Swedish Open Båstad    | Intern'l  | 220 000 $ | Terre (ext.) | Catalina Castaño | Eva Hrdinová Mervana Jugić-Salkić | 4-6, 7-5, [10-5] | Parcours |

### Finales en double dames
| No | Date       | Nom et lieu du tournoi    | Catégorie | Dotation  | Surface      | Vainqueures                                   | Partenaire           | Score     |          |
| -- | ---------- | ------------------------- | --------- | --------- | ------------ | --------------------------------------------- | -------------------- | --------- | -------- |
| 1  | 25-02-2013 | Abierto Mexicano Acapulco | Intern'l  | 235 000 $ | Terre (ext.) | Lourdes Domínguez Lino Arantxa Parra Santonja | Catalina Castaño     | 6-4, 7-61 | Parcours |
| 2  | 27-02-2017 | Abierto Mexicano Acapulco | Intern'l  | 250 000 $ | Dur (ext.)   | Darija Jurak Anastasia Rodionova              | Verónica Cepede Royg | 6-3, 6-2  | Parcours |
| 3  | 09-04-2018 | Open Colsanitas Bogota    | Intern'l  | 250 000 $ | Terre (ext.) | Dalila Jakupović Irina Khromacheva            | Nadia Podoroska      | 6-3, 6-4  | Parcours |

### Titres en double en WTA 125
| No | Date       | Nom et lieu du tournoi | Catégorie | Dotation  | Surface      | Partenaire       | Finalistes                             | Score            |          |
| -- | ---------- | ---------------------- | --------- | --------- | ------------ | ---------------- | -------------------------------------- | ---------------- | -------- |
| 1  | 11-02-2013 | Copa Bionaire Cali     | WTA 125   | 125 000 $ | Terre (ext.) | Catalina Castaño | Florencia Molinero Teliana Pereira     | 3-6, 6-1, [10-5] | Parcours |
| 2  | 05-06-2018 | Croatia Bol Open Bol   | WTA 125   | 115 000 $ | Terre (ext.) | Wang Yafan       | Sílvia Soler Espinosa Barbora Štefková | 6-3, 7-5         | Parcours |

## Parcours en Grand Chelem

### En simple dames
| Année | Open d'Australie                                     | Open d'Australie                                  | Internationaux de France                            | Internationaux de France                            | Wimbledon                                             | Wimbledon                                             | US Open                                            | US Open             |
| ----- | ---------------------------------------------------- | ------------------------------------------------- | --------------------------------------------------- | --------------------------------------------------- | ----------------------------------------------------- | ----------------------------------------------------- | -------------------------------------------------- | ------------------- |
| 2008  | -                                                    | -                                                 | -                                                   | -                                                   | -                                                     | -                                                     | 2e tour (1/32)                                     | Agnieszka Radwańska |
| 2009  | 1er tour (1/64)                                      | Virginia Ruano                                    | 2e tour (1/32)                                      | Jarmila Gajdošová                                   | Q1 \|\| style="text-align:left" \| Ekaterina Bychkova | Q3 \|\| style="text-align:left" \| Barbora Strýcová   |                                                    |                     |
| 2010  | -                                                    | -                                                 | 1er tour (1/64)                                     | Sybille Bammer                                      | 1er tour (1/64)                                       | Kurumi Nara                                           | Q1 \|\| style="text-align:left" \| Sharon Fichman  |                     |
| 2011  | Q1 \|\| style="text-align:left" \| Corinna Dentoni   | -                                                 | -                                                   | -                                                   | -                                                     | -                                                     | -                                                  |                     |
| 2012  | Q1 \|\| style="text-align:left" \| Varvara Lepchenko | Q1 \|\| style="text-align:left" \| Camila Giorgi  | Q1 \|\| style="text-align:left" \| Estrella Cabeza  | -                                                   | -                                                     |                                                       |                                                    |                     |
| 2013  | Q1 \|\| style="text-align:left" \| Julia Glushko     | 2e tour (1/32)                                    | Marion Bartoli                                      | 2e tour (1/32)                                      | Laura Robson                                          | 1er tour (1/64)                                       | Donna Vekić                                        |                     |
| 2014  | 1er tour (1/64)                                      | Olivia Rogowska                                   | Q1 \|\| style="text-align:left" \| Yulia Putintseva | Q1 \|\| style="text-align:left" \| Timea Bacsinszky | Q2 \|\| style="text-align:left" \| Kateřina Siniaková |                                                       |                                                    |                     |
| 2015  | Q1 \|\| style="text-align:left" \| Stéphanie Foretz  | Q2 \|\| style="text-align:left" \| Sorana Cîrstea | 2e tour (1/32)                                      | Andrea Petkovic                                     | 3e tour (1/16)                                        | Roberta Vinci                                         |                                                    |                     |
| 2016  | 1er tour (1/64)                                      | Han Xinyun                                        | 2e tour (1/32)                                      | Madison Keys                                        | 1er tour (1/64)                                       | Jana Čepelová                                         | 1er tour (1/64)                                    | Jelena Janković     |
| 2017  | 1er tour (1/64)                                      | Svetlana Kuznetsova                               | 3e tour (1/16)                                      | V. Cepede Royg                                      | Q3 \|\| style="text-align:left" \| Irina Falconi      | Q3 \|\| style="text-align:left" \| Mihaela Buzărnescu |                                                    |                     |
| 2018  | 1er tour (1/64)                                      | Duan Ying-Ying                                    | 2e tour (1/32)                                      | Camila Giorgi                                       | 1er tour (1/64)                                       | Alison Riske                                          | Q1 \|\| style="text-align:left" \| Arina Rodionova |                     |

à droite du résultat, l'ultime adversaire.

### En double dames
| Année | Open d'Australie           | Open d'Australie           | Internationaux de France | Internationaux de France | Wimbledon                                                                      | Wimbledon               | US Open                 | US Open            |
| 2012  | —                          | —                          | —                        | —                        | E. Gallovits-Hall \|\| style="text-align:left;" \| S. Fichman S. Karatantcheva | —                       | —                       |                    |
| 2013  | —                          | —                          | —                        | —                        | T. Pereira \|\| style="text-align:left;" \| S. Foretz E. Hrdinová              | —                       | —                       |                    |
| 2014  | —                          | —                          | —                        | —                        | M. Irigoyen \|\| style="text-align:left;" \| V.Dolonc D. Seguel                | —                       | —                       |                    |
| 2016  | 1er tour (1/32) T. Pereira | Martina Hingis Sania Mirza | —                        | —                        | 2e tour (1/16) M. Puig                                                         | M. Krajicek B. Strýcová | 1er tour (1/32) M. Puig | N. Gibbs N. Hibino |

sous le résultat, la partenaire ; à droite, l'ultime équipe adverse.

### En double mixte
| Année | Open d'Australie | Open d'Australie | Internationaux de France | Internationaux de France | Wimbledon                 | Wimbledon              | US Open | US Open |
| 2016  | -                | -                | -                        | -                        | 1/4 de finale J. S. Cabal | J. Ostapenko O. Marach | -       | -       |

sous le résultat, le partenaire ; à droite, l'ultime équipe adverse.

## Parcours en «Premier Mandatory» et «Premier 5»
Découlant d'une réforme du circuit WTA inaugurée en 2009, les tournois WTA « Premier Mandatory » et « Premier 5 » constituent les catégories d'épreuves les plus prestigieuses, après les quatre levées du Grand Chelem.

### En simple dames
| Année |       |                 |         |                           |                                 |                               |                             |                              |             |                              |  |                                   |
| Doha  | Dubaï | Indian Wells    | Miami   | Madrid                    | Rome                            | Canada                        | Cincinnati                  | Pékin                        |             | Tokyo                        |  |                                   |
| Doha  | Dubaï | Indian Wells    | Miami   | Madrid                    | Rome                            | Canada                        | Cincinnati                  | Pékin                        | Wuhan       |                              |  |                                   |
| Doha  | Dubaï | Indian Wells    | Miami   | Madrid                    | Rome                            | Canada                        | Cincinnati                  | Pékin                        | Guadalajara |                              |  |                                   |
| 2009  |       | Hors calendrier |         |                           | 1er tour (1/64) A. Kudryavtseva | 1er tour (1/32) A. Keothavong | 1er tour (1/32) P. Schnyder |                              |             |                              |  |                                   |
| 2014  |       |                 | WTA 500 |                           |                                 | 1er tour (1/32) Zheng J.      |                             |                              |             |                              |  |                                   |
| 2015  |       | WTA 500         |         |                           |                                 | 2e tour (1/16) M. Sharapova   |                             | 1er tour (1/32) M. Puig      |             | 2e tour (1/16) T. Bacsinszky |  | 1er tour (1/32) A. K. Schmiedlová |
| 2016  |       |                 | WTA 500 | 1er tour (1/64) S. Rogers |                                 |                               | 2e tour (1/16) D. Kasatkina | 1er tour (1/32) D. Cibulková |             |                              |  |                                   |
| 2017  |       | WTA 500         |         | 2e tour (1/32) M. Keys    |                                 | 2e tour (1/16) S. Stosur      |                             | 1er tour (1/32) K. Siniaková |             |                              |  |                                   |

Sous le résultat, l’ultime adversaire.
1. 1 2   Les tournois de Doha et Dubaï alternent le statut de tournoi WTA 1000 (ex Premier 5) entre 2009 et 2023 : les trois premières éditions ont lieu à Dubaï, les trois suivantes à Doha, puis Dubaï accueille le tournoi de cette catégorie les années impaires et Dubaï les années paires. De 2011 à 2023, la ville qui n’accueille pas de WTA 1000 organise à la place un tournoi WTA 500 (ex Premier).
2. 1 2 3 4 5 6 7 8   L’ordre de déroulement des tournois a évolué depuis 2009 : Rome se dispute avant Madrid et Cincinnati avant Montréal/Toronto jusqu’en 2010, tandis que Tokyo (2009-2013)-Wuhan (2014-2019, 2024-)-Guadalajara (2022-2023) ont lieu avant Pékin jusqu’en 2023.

### En double dames
| 2013 |   |   |   |   |   |   |   |  |  |   |   |                                                                                   |   |   |   |   |   |   |  |  |
| —    | — | — | — | — | — | — | — |  |  | — | — | 2e tour (1/8) C. Castaño \|\| style="text-align:left;" \| A. Hlaváčková P. Martić | — | — | — | — | — | — |  |  |

N.B. : le nom de la partenaire se trouve sous le résultat ; les noms des ultimes adversaires se trouvent à droite.

## Parcours aux Jeux olympiques

### En simple dames
| # | Date       | Nom de l'olympiade                  | Surface      | Résultat        | Ultime adversaire | Score         |          |
| - | ---------- | ----------------------------------- | ------------ | --------------- | ----------------- | ------------- | -------- |
| 1 | 28/07/2012 | Olympic Tennis Event London         | Gazon (ext.) | 1er tour (1/32) | Maria Kirilenko   | 6-0, 1-1, ab. | Parcours |
| 2 | 06/08/2016 | Olympic Tennis Event Rio de Janeiro | Dur (ext.)   | 1er tour (1/32) | Angelique Kerber  | 6-3, 7-5      | Parcours |

## Parcours en Fed Cup
| #                                                                | Date       | Lieu | Surface    | Gagnante(s)      | Perdante(s)          | Score    |          |
|                                                                  |            |      |            |                  |                      |          |          |
| 2008 - Barrage (groupe mondial II) - Belgique - Colombie - 5 : 0 |            |      |            |                  |                      |          |          |
| 1                                                                | 26/04/2008 | Mons | Dur (int.) | Yanina Wickmayer | Mariana Duque Mariño | 6-4, 6-3 | Parcours |
| 1                                                                | 26/04/2008 | Mons | Dur (int.) | Kirsten Flipkens | Mariana Duque Mariño | 6-4, 6-3 | Parcours |

## Classements WTA en fin de saison
| Année          | 2005 | 2006 | 2007 | 2008 | 2009 | 2010 | 2011 | 2012 | 2013 | 2014 | 2015 | 2016 | 2017 | 2018 |
| Rang en simple | 803  | 392  | 201  | 110  | 191  | 128  | 190  | 140  | 101  | 137  | 75   | 107  | 103  | 112  |
| Rang en double | 894  | 489  | 492  | 338  | -    | 402  | 245  | 139  | 105  | 115  | 229  | 241  | 107  | 131  |

source : (en) Classements de Mariana Duque Mariño sur le site officiel de la Fédération internationale de tennis